# Бургтан
Бургтан (њем. Burgthann) општина је у њемачкој савезној држави Баварска. Једно је од 27 општинских средишта округа Нирнбергер Ланд. Према процјени из 2010. у општини је живјело 11.321 становника. Посједује регионалну шифру (AGS) 9574117.

## Географски и демографски подаци
Бургтан се налази у савезној држави Баварска у округу Нирнбергер Ланд. Општина се налази на надморској висини од 400 метара. Површина општине износи 39,2 km². У самом мјесту је, према процјени из 2010. године, живјело 11.321 становника. Просјечна густина становништва износи 289 становника/km².

## Међународна сарадња
| Мјесто        | Држава    | Врста сарадње | Од    |
| ------------- | --------- | ------------- | ----- |
| Шатопонсак    | Француска | партнерство   | 1990. |
| Санкт Рупрехт | Аустрија  | партнерство   | 1994. |
| Извор         |           |               |       |